# Yahya ibn Mahmud al-Wasiti
Yahya ibn Mahmud al-Wasiti (in arabo يحيى بن محمود الواسطي‎?; fl. XIII secolo) è stato un pittore e calligrafo iracheno del XIII secolo, noto per le sue illustrazioni del Maqamat di al-Hariri.

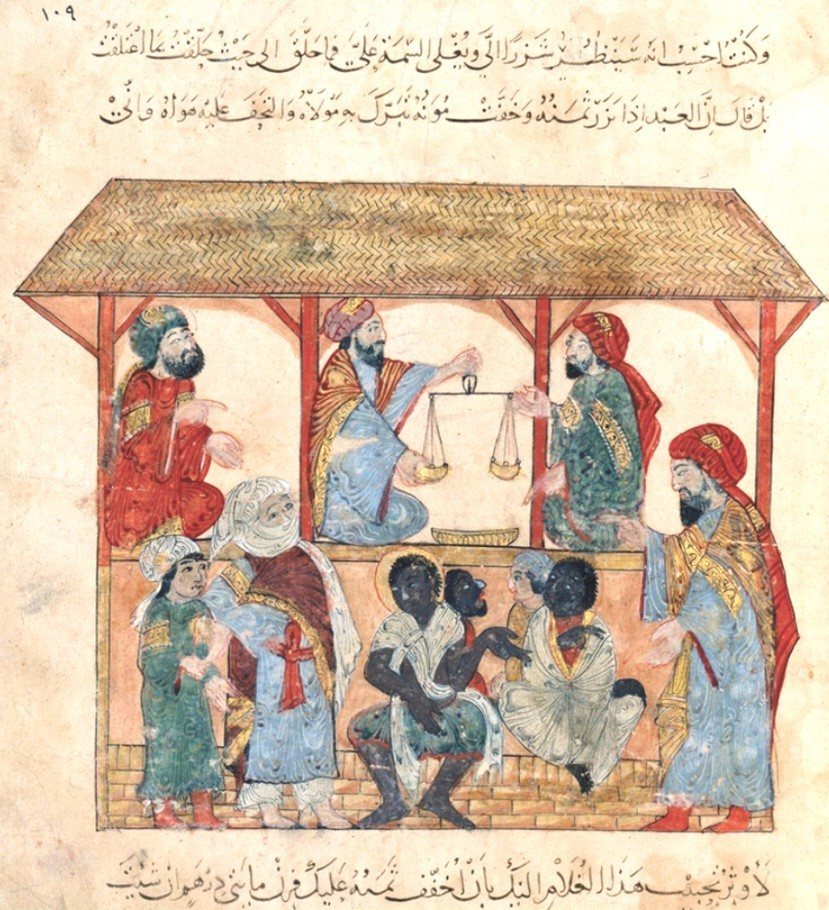
Un'illustrazione dal libro del XIII secolo prodotto a Baghdad da al-Wasiti che mostra un mercato di schiavi nella città di Zabid, nello Yemen.

Nel generale anonimato della produzione artistica araba, il suo nome costituisce un'eccezione.

## Biografia
Nacque probabilmente a Wasit (واسط‎), a sud di Baghdad. Nel 1236-37 trascrisse e illustrò una copia del Maqamat di al-Hariri abbreviato tipicamente in Maqamat e noto anche come Assemblies, una serie di aneddoti di satira sociale scritti da Al-Hariri di Bassora. Le illustrazioni di Al-Wasiti, che sono tra i migliori esempi di uno stile usato nel XIII secolo, sono state fonte d'ispirazione per il moderno movimento artistico di Baghdad nel XX secolo.
Si sa molto poco della sua vita. Apparteneva alla scuola di pittura del XIII secolo ed era noto per il suo stile pittorico articolato.

## Illustrazioni da Maqamat
In totale, il Maqāmāt ha 96 illustrazioni, tutte di al-Wasiti. Sono di «qualità eccezionale con composizione raffinata, figure espressive e colori vividi ma controllati» e forniscono ai lettori «serie affascinanti di scorci e commenti sulla vita islamica del XIII secolo».

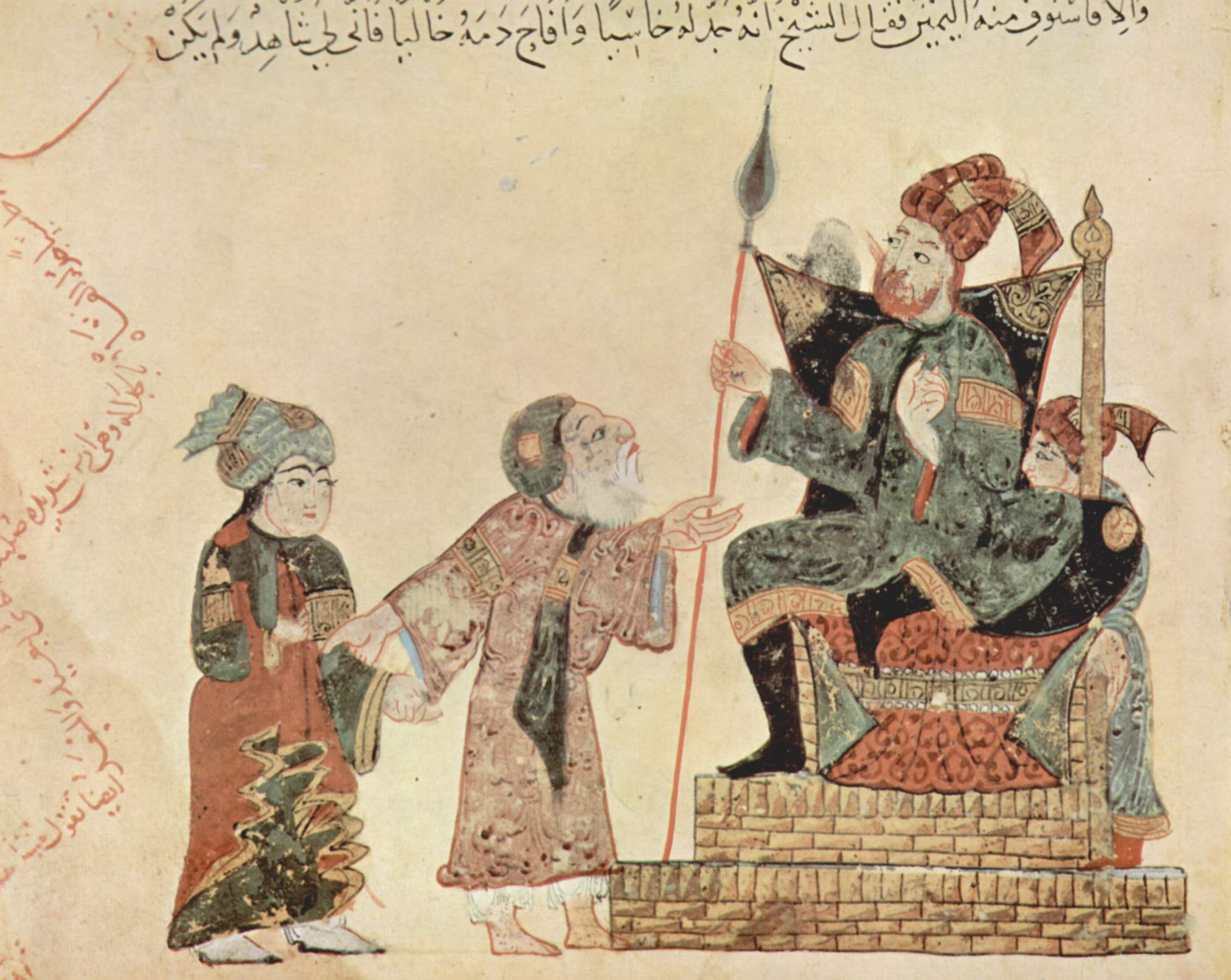
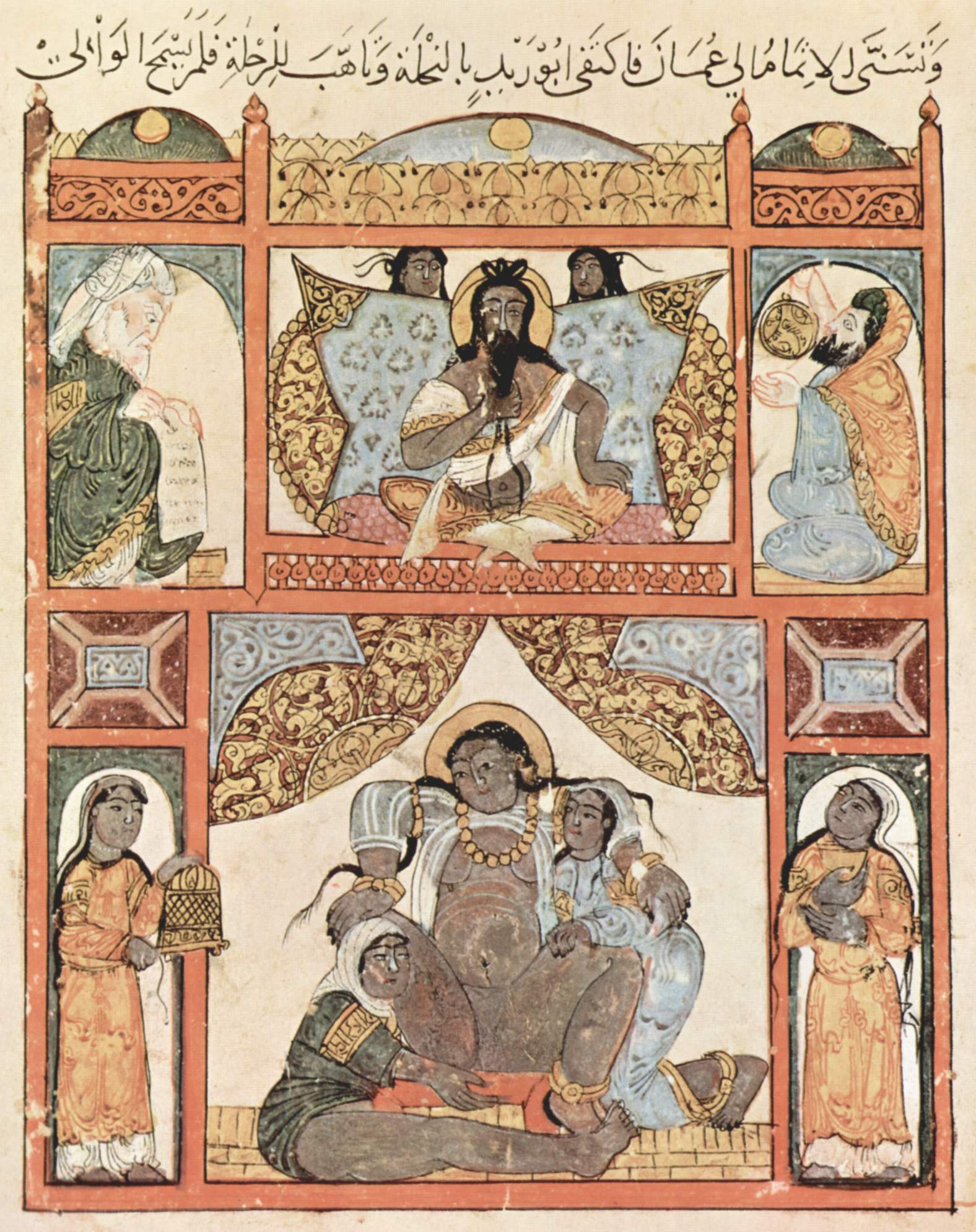
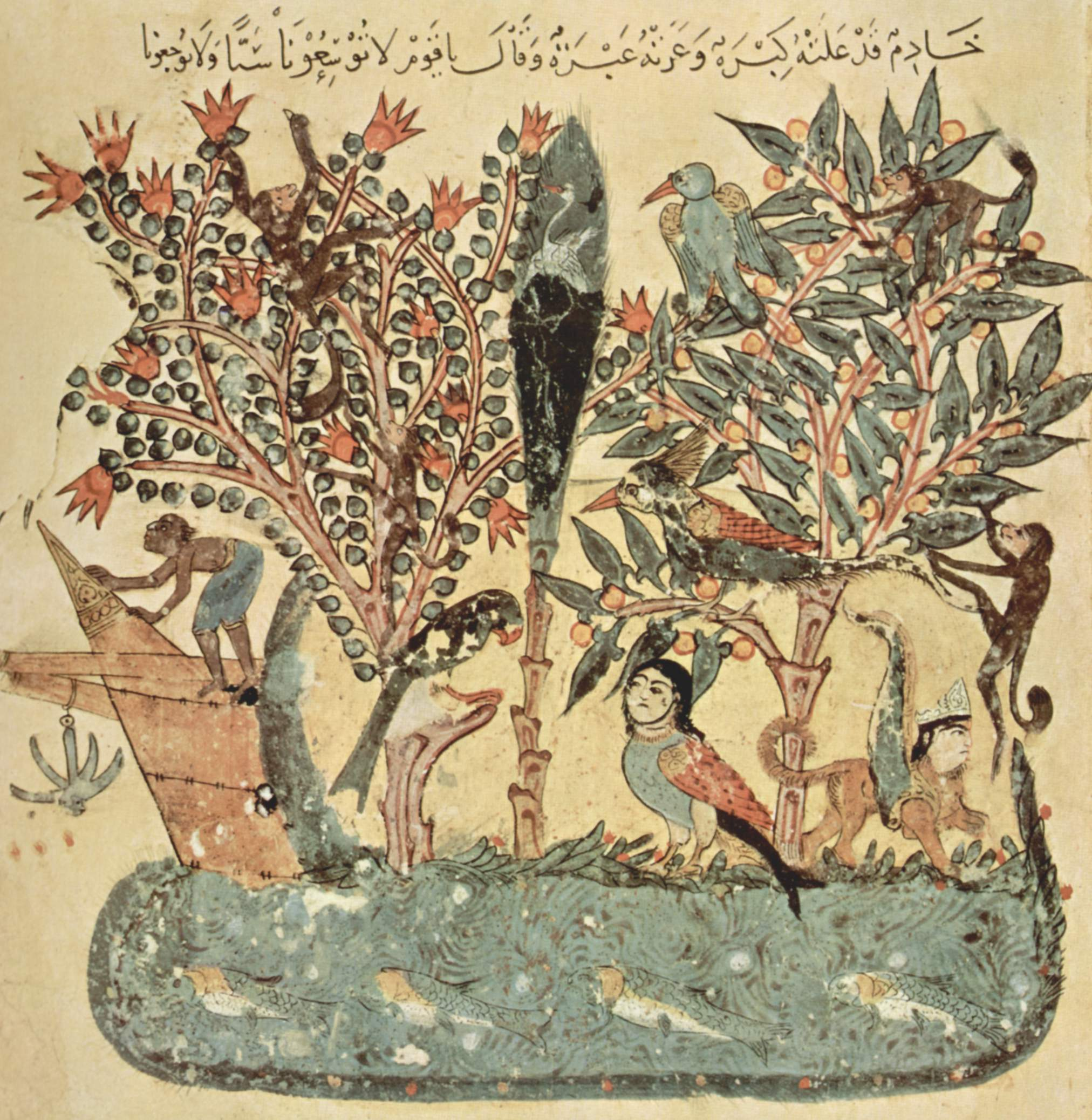
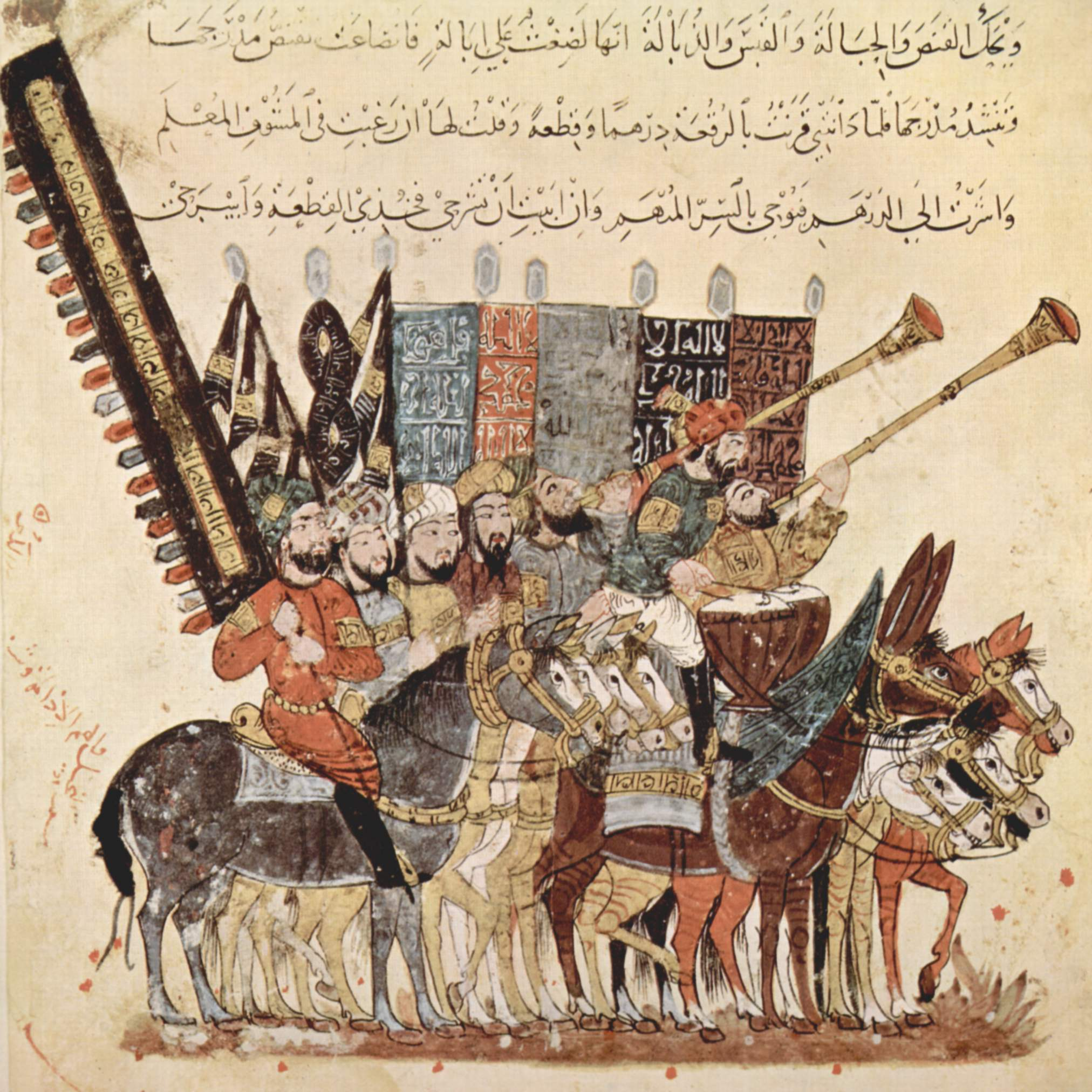
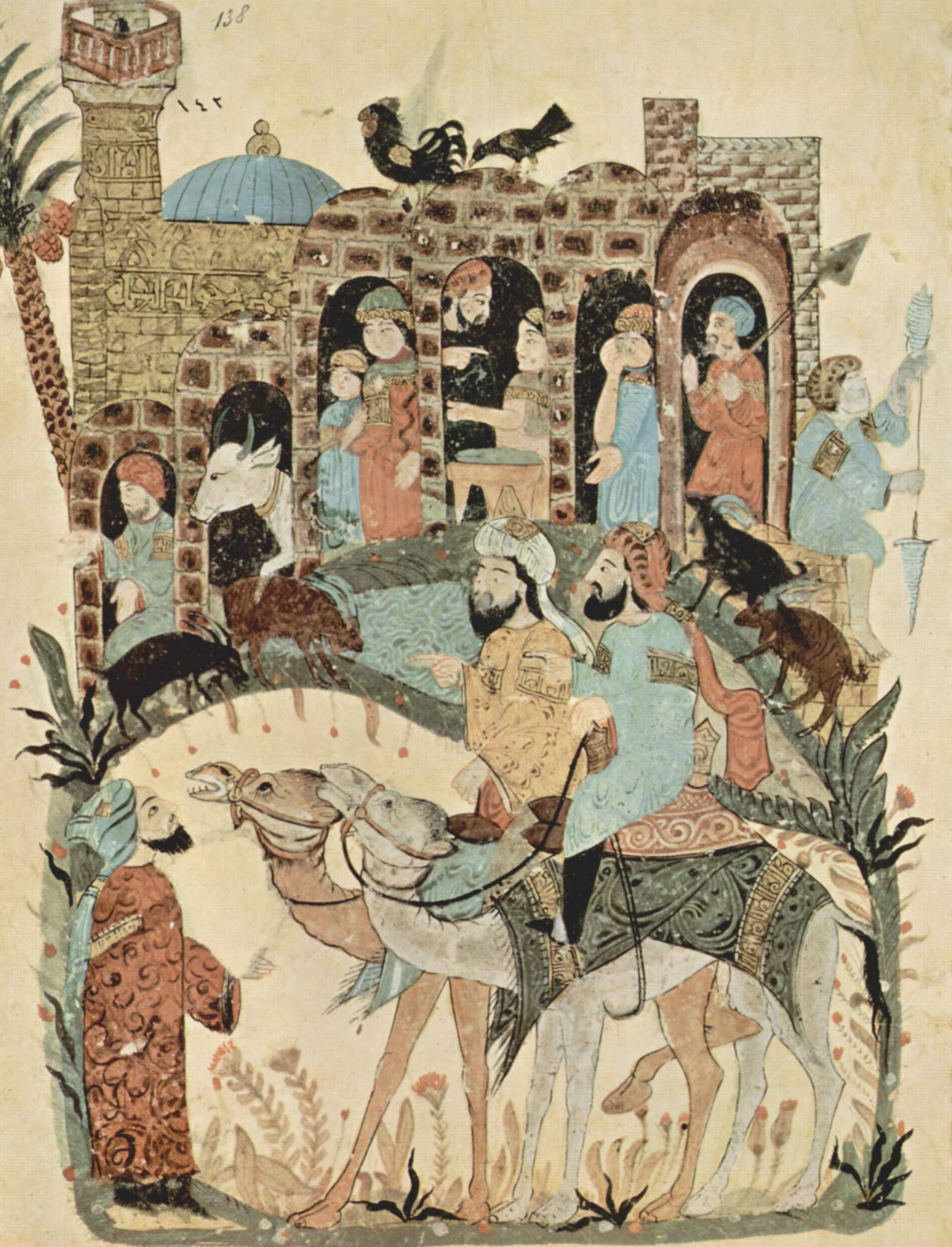
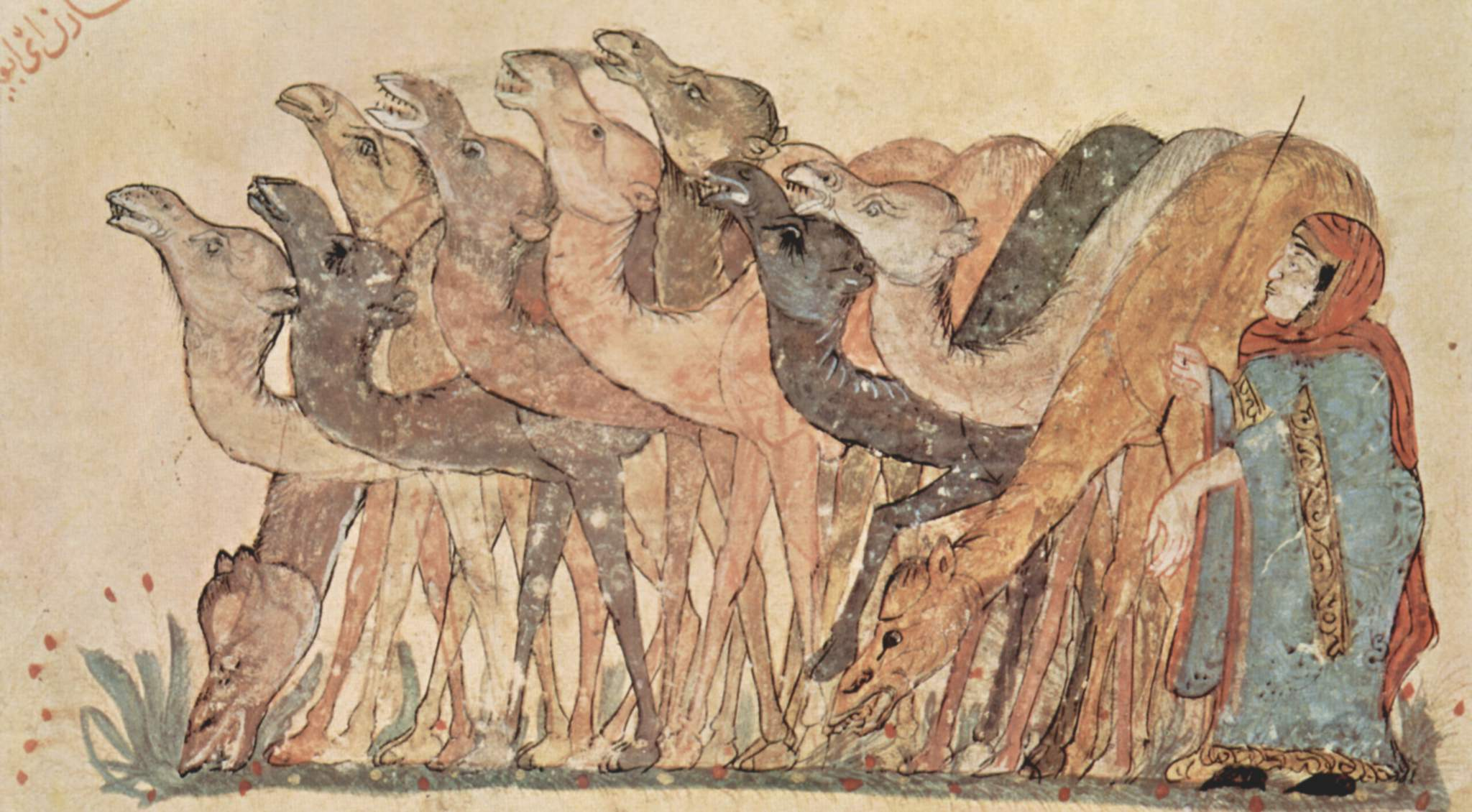
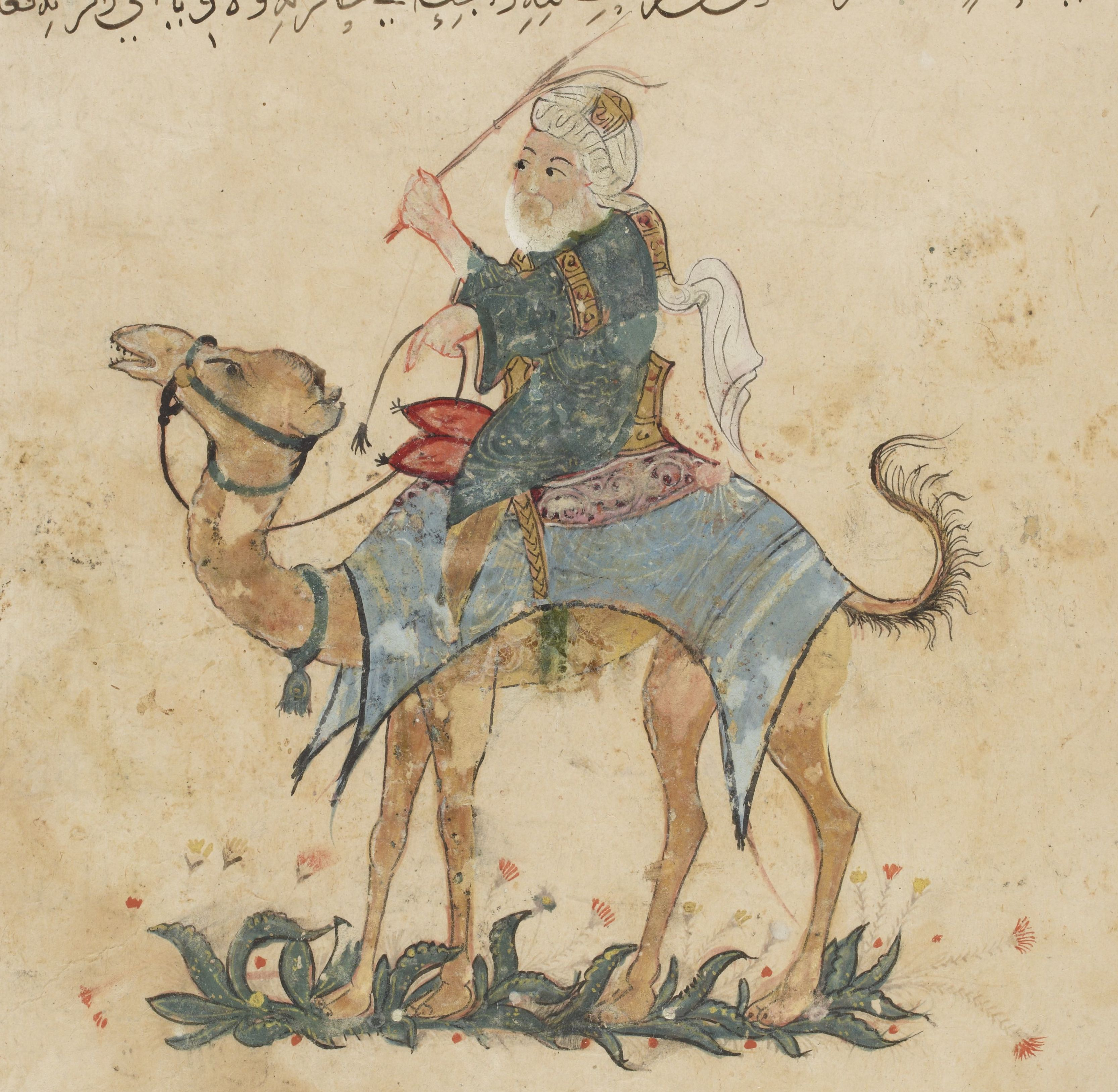
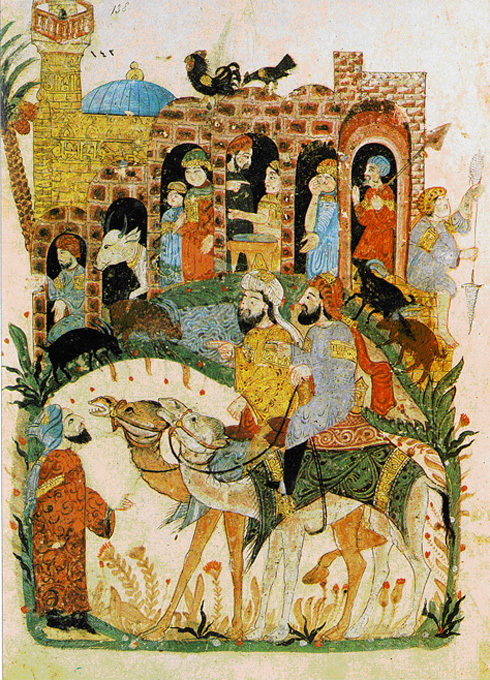
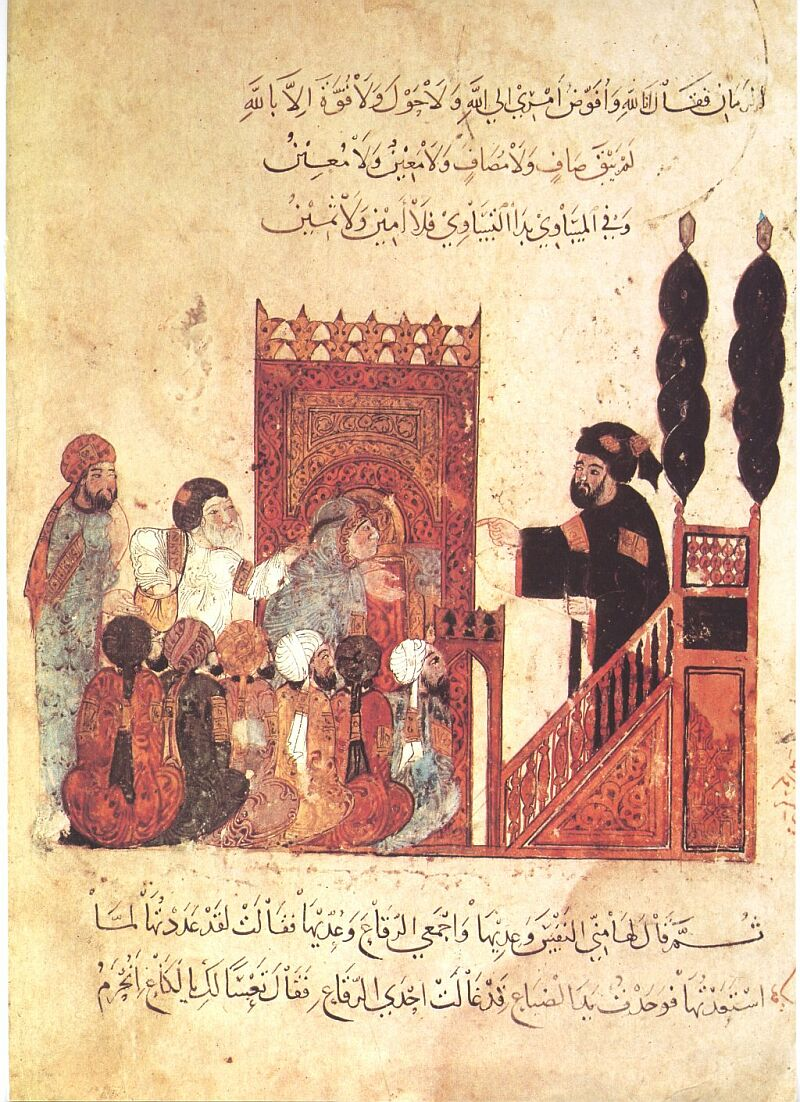